# Radisav Ćurčić
Radisav Ćurčić (in serbo Радисав Ћурчић?, in ebraico 'ראדיסאב צ'ורצ'יץ‎?; Čačak, 26 settembre 1965) è un ex cestista jugoslavo naturalizzato israeliano di etnia serba.

## Carriera
Con la Jugoslavia ha disputato i Campionati mondiali del 1990.

## Palmarès

### Squadra
- Campionato israeliano: 4

Maccabi Tel Aviv: 1994-95, 1995-96, 2000-01, 2001-02
- Coppa di Slovenia: 1

Union Olimpija: 1992
- Coppa di Israele: 2

Maccabi Tel Aviv: 2000-01, 2001-02
- Coppa dei Campioni: 1

Maccabi Tel Aviv: 2000-01

### Individuale
- Ligat ha'Al MVP: 1

Hapoel Gerusalemme: 1998-99